# Guillermo "Guillermón" Moncada
José Guillermo Guillermón Montcada Veranes (25 de juny de 1841, Santiago de Cuba- 5 d'abril de 1895, ibídem), va ser un dels 29 generals cubans de l'Excèrcit Llibertador que van participar en la Guerra de la Independència d'aquest país del Carib, a més d'haver participat en les dues guerres anteriors.

## Infància i joventut
Va néixer el 25 de juny de 1841 a Santiago de Cuba, Departament d'Orient, Cuba. El seu pare, Narciso Veranes, esclau lliberto, no va voler reconèixer als seus fills, per la qual cosa Guillermón tenia com a únic cognom el de la mare, Dominga Montcada. Aprengué a llegir i escriure de nen. De mosso, es va fer fuster, ofici amb el qual va saber guanyar-se el pa que menjava.

## Guerra dels Deu Anys (1868-1878)
Els seus companys d'armes l'anomenaven "Guillermón", per la seva alçada i coratge en les batalles. Fill d'una família negra molt pobra, va estar entre els primers a incorporar-se a les files dels insurrectes el 1868 i, gràcies a la seva valentia, va ascendir fins a arribar a General de Brigada de l'Exèrcit Libertador.
El generalíssim Máximo Gómez va dir d'ell: «té dots de comandament i gran habilitat estratègica».

## La Guerra Chiquita, presó a Espanya i altres accions
Malgrat ser un dels protagonistes dels successos de Santiago de Cuba el 26 d'agost de 1879, on es va iniciar la Guerra Chiquita, no es va incorporar fins a quatre dies després quan va atacar la fàbrica La Borgita.
Calixto García, sent president del Comitè Revolucionari Cubà ho va designar cap de les forces del centre i sud de la província d'Oriente, amb grau de Mayor General.
Participà en algunes accions a la regió de Guantánamo, comprenent que la causa estava perduda, juntament amb el llavors general de brigada José Maceo, va signar l'Acord de Confluentes, mitjançant el qual va capitular el 2 de juny de 1880.
Després d'embarcar cap a Jamaica, els espanyols el capturaren en alta mar i el conduïren a Puerto Rico, des d'on el van enviara les Balears. En 1886 va ser amnistiat. Tornà a Santiago de Cuba el 22 de setembre del mateix any.
Va participar en els preparatius del pla Gómez-Maceo (1884-1886) i en la conspiració de la Paz del Manganeso (1890). Per les seves activitats subversives, de l'1 de desembre de 1893 a l'1 de juny de 1894, el règim espanyol el va mantenir empresonat a la caserna Reina Mercedes, a Santiago de Cuba.

## Inici de la Guerra del 95 i defunció
Dos dies abans del 24 de febrer de 1895, Guillermón, amb coneixement de l'ordre d'aixecament, es va retirar a la muntanya en companyia de Rafael Portuondo Tamayo, un jove de Santiago de Cuba que després seria general de la revolució.
José Martí el va designar cap de la província més oriental del país durant la preparació de la Guerra de 1895. Després de donar l'ordre d'alçament en aquesta província, Guillermón es va dirigir a Alto Songo, on es va alçar l'alba del 24 de febrer.
Amb els pulmons destrossats per la tuberculosi després dels durs anys en presons espanyoles, el general Montcada va morir al seu campament de Joturito, a Mucaral, terme municipal d'Alto Songo, Santiago de Cuba, el 5 d'abril de 1895. Les seves restes reposen al cementiri de Santa Ifigenia, a la ciutat de Santiago de Cuba.

## Llegat
El seu nom encara ressona a tot el món, ja que en el seu honor es va rebatejar a l'antiga caserna Reina Mercedes, on fou empresonat, com a Caserna Montcada, la qual fou atacada per Fidel Castro i els seus seguidors el 1953, donant inici a la Revolució cubana.
Igualment en el seu honor, l'estadi provincial de beisbol de la ciutat de Santiago de Cuba porta el seu nom i té una estàtua a l'Avinguda dels Llibertadors d'aquesta ciutat.